# باشگاه فوتبال شوالان

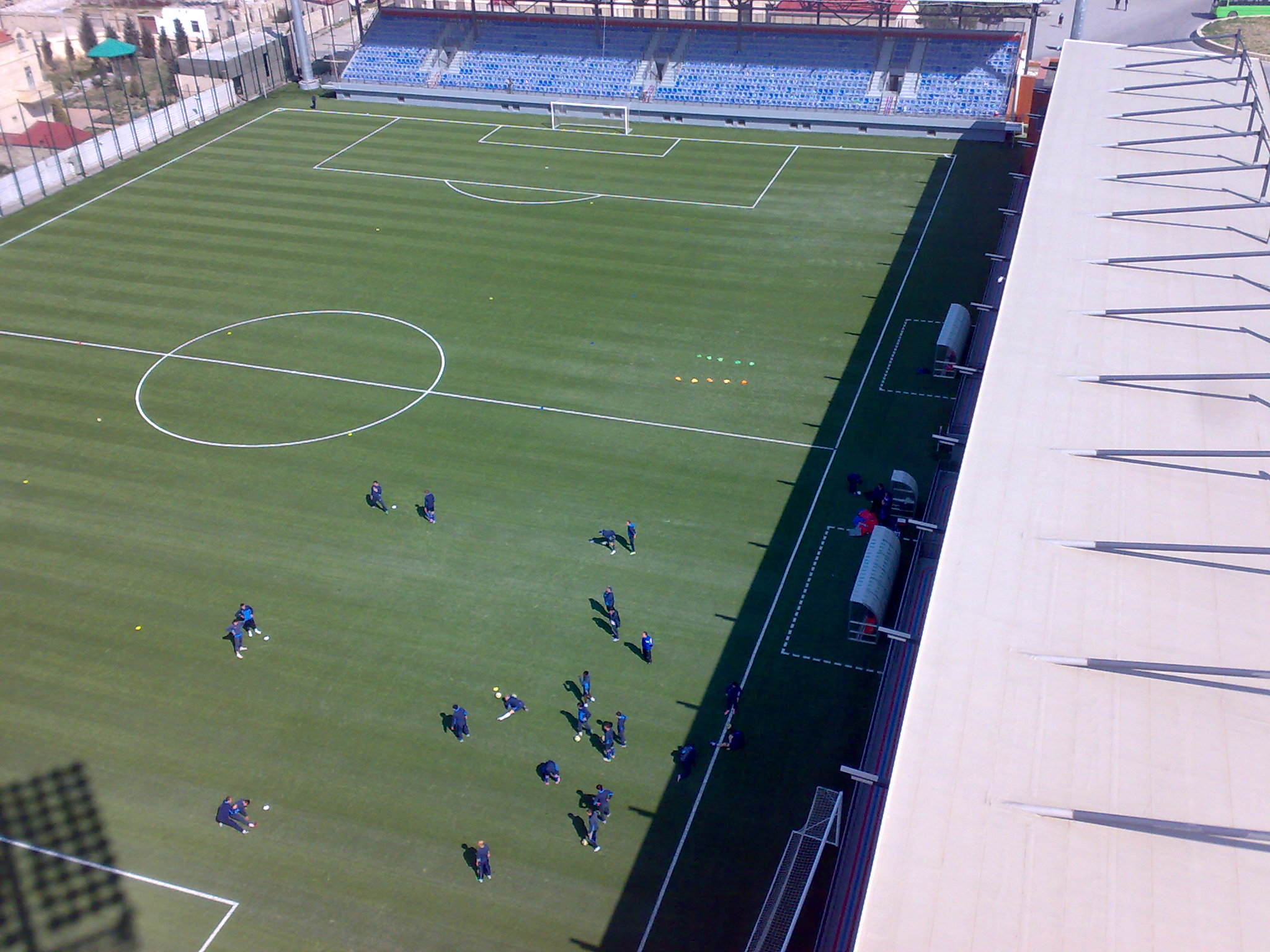
نمایی از باشگاه فوتبال شوالان آذربایجان-باکو

باشگاه فوتبال شوالان (به ترکی آذربایجانی: Şüvəlan Futbol Klubu) از باشگاه‌های فوتبال آذربایجانی است که در سال ‌۱۹۹۶ در شهر باکو تأسیس شده‌است. ورزشگاه آزال آرنا محل انجام بازی‌های خانگی این تیم می‌باشد. شوالان سابقه یک قهرمانی ۰۵-۲۰۰۴ و نائب‌قهرمانی ۰۸-۲۰۰۷ در لیگ برتر فوتبال جمهوری آذربایجان کارنامه افتخارات خود دارد.